# Polynormande
Polynormande je jednodenní cyklistický závod konaný v Normandii na severu Francie obvykle na začátku srpna. Mezi lety 1980 a 2002 se závod konal ve formátu kritéria. Od roku 2003 je závod organizován jako součást UCI Europe Tour na úrovni 1.1. Závod je také součástí Francouzského poháru v silniční cyklistice. Ročník 2020 byl zrušen kvůli pandemii covidu-19.

## Seznam vítězů
| Rok  | Země                               | Jezdec                             | Tým                                 |
| ---- | ---------------------------------- | ---------------------------------- | ----------------------------------- |
| 1980 | Francie                            | Bernard Thévenet                   | Teka                                |
| 1981 | Belgie                             | Lucien Van Impe                    | Boston–Mavic                        |
| 1982 | Francie                            | Bernard Hinault                    | Renault–Elf                         |
| 1983 | Francie                            | Marc Madiot                        | Renault–Elf                         |
| 1984 | Francie                            | Vincent Barteau                    | Renault–Elf                         |
| 1985 | Belgie                             | Claude Criquielion                 | Hitachi–Splendor                    |
| 1986 | Francie                            | Jean-René Bernaudeau               | Fagor                               |
| 1987 | Francie                            | Marc Madiot                        | Système U                           |
| 1988 | Francie                            | Philippe Bouvatier                 | BH                                  |
| 1989 | Francie                            | Laurent Fignon                     | Super U–Raleigh                     |
| 1990 | Francie                            | Thierry Claveyrolat                | RMO                                 |
| 1991 | Francie                            | Thierry Marie                      | Castorama                           |
| 1992 | Francie                            | Jean-François Bernard              | Banesto                             |
| 1993 | Švýcarsko                          | Tony Rominger                      | CLAS–Cajastur                       |
| 1994 | Uzbekistán                         | Džamolidin Abdužaparov             | Team Polti–Vaporetto                |
| 1995 | Francie                            | Richard Virenque                   | Festina–Lotus                       |
| 1996 | Francie                            | Laurent Brochard                   | Festina–Lotus                       |
| 1997 | Francie                            | Richard Virenque                   | Festina–Lotus                       |
| 1998 | Francie                            | Stéphane Heulot                    | Française des Jeux                  |
| 1999 | Švýcarsko                          | Laurent Dufaux                     | Saeco Macchine per Caffè–Cannondale |
| 2000 | Francie                            | Pascal Herve                       | Team Polti                          |
| 2001 | Francie                            | Laurent Jalabert                   | CSC–Tiscali                         |
| 2002 | Francie                            | Nicolas Vogondy                    | Française des Jeux                  |
| 2003 | Francie                            | Jérôme Pineau                      | Brioches La Boulangère              |
| 2004 | Francie                            | Sylvain Chavanel                   | Brioches La Boulangère              |
| 2005 | Belgie                             | Philippe Gilbert                   | Française des Jeux                  |
| 2006 | Francie                            | Anthony Charteau                   | Crédit Agricole                     |
| 2007 | Francie                            | Benoît Vaugrenard                  | Française des Jeux                  |
| 2008 | Francie                            | Arnaud Gérard                      | Française des Jeux                  |
| 2009 | Francie                            | Matthieu Ladagnous                 | Française des Jeux                  |
| 2010 | Belgie                             | Andy Cappelle                      | Verandas Willems                    |
| 2011 | Francie                            | Anthony Delaplace                  | Saur–Sojasun                        |
| 2012 | Francie                            | Tony Hurel                         | Team Europcar                       |
| 2013 | Portugalsko                        | José Gonçalves                     | La Pomme Marseille                  |
| 2014 | Belgie                             | Jan Ghyselinck                     | Wanty–Groupe Gobert                 |
| 2015 | Belgie                             | Oliver Naesen                      | Topsport Vlaanderen–Baloise         |
| 2016 | Belgie                             | Baptiste Planckaert                | Wallonie-Bruxelles–Group Protect    |
| 2017 | Francie                            | Alexis Gougeard                    | AG2R La Mondiale                    |
| 2018 | Francie                            | Pierre-Luc Périchon                | Fortuneo–Samsic                     |
| 2019 | Francie                            | Benoît Cosnefroy                   | AG2R La Mondiale                    |
| 2020 | Nejelo se kvůli pandemii covidu-19 | Nejelo se kvůli pandemii covidu-19 | Nejelo se kvůli pandemii covidu-19  |
| 2021 | Francie                            | Valentin Madouas                   | Groupama–FDJ                        |
| 2022 | Francie                            | Franck Bonnamour                   | B&B Hotels–KTM                      |
| 2023 | Belgie                             | Arnaud De Lie                      | Lotto–Dstny                         |

### Vícenásobní vítězové
| Vítězství | Jezdec                 | Ročníky    |
| --------- | ---------------------- | ---------- |
| 2         | Marc Madiot (FRA)      | 1983, 1987 |
| 2         | Richard Virenque (FRA) | 1995, 1997 |